# Ентоні Вейн
Ентоні Вейн (англ. Anthony Wayne; 1 січня 1745, Істтаун Тауншип, Вірджинія — 15 грудня 1796, Форт Преск-Іль) — американський державний та військовий діяч, один із батьків-засновників Сполучених Штатів, генерал-майор (1783) армії США. Головнокомандувач армії США (1792—1796). Він зробив військову кар'єру на початку війни за незалежність США, де його військові подвиги та запальна особистість швидко принесли йому підвищення до бригадного генерала та прізвисько «Божевільний Ентоні». Пізніше він був командувачем американської армії на кордоні території Огайо та очолював Легіон США. В подальшому брав активну участь в Індіанських війнах на території сучасних США.

## Біографія
Ентоні Вейн народився в окрузі Честер, штат Пенсільванія, і після закінчення Філадельфійського коледжу працював шкіряником і землеміром. У 1775 році його обрали до Генеральної асамблеї Пенсільванії, на цій посаді від сприяв створенню загону ополчення Пенсільванії. Під час Війни за незалежність він брав участь у вторгненні в Квебек, Філадельфійській кампанії та кампанії в Йорктауні. Хоча його репутація постраждала після поразки в битві при Паолі, він отримав широку похвалу за своє лідерство в битві при Стоні-Пойнті 1779 року. Після підвищення в генерал-майори в 1783 році він пішов у відставку з Континентальної армії. Ентоні Вейн був членом Товариства Цинцінната штату Джорджія. У 1780 році він був обраний членом Американського філософського товариства.
Після війни Вейн оселився в Джорджії на плантації Річмонд і Кью, яка була надана йому за військову службу, де Вейн використовував рабів на своєї плантації. Нетривалий час він представляв Джорджію в Палаті представників Сполучених Штатів, де зіткнувся зі звинуваченнями щодо його участі у фальсифікації виборів. Після фінансових невдач у Джорджії Вейн повернувся до армії, щоб прийняти командування військами США у Північно-західній індіанській війні, де він переміг Північно-Західну Конфедерацію (союз багатьох інших корінних американських племен), яким допомагали британці. Методично та професійно ведучи кампанію у долинах річок Великого Маямі та Момі в західній частині штату Огайо, Ентоні Вейн врешті привів своїх людей до вирішальної перемоги 20 серпня 1794 року в битві біля Фоллен Тімберз на південно-західному березі озера Ері (поблизу сучасного Толідо, штат Огайо). Потім він заснував форт Вейн на місці столиці Маямі Кекіонга, який став символом присутності США в центрі Індійської країни. Продовжував військові каральні кампанії проти індіанців, під час яких Вейн активно використовував тактику спаленої землі зі знищенням сіл тамтешніх аборигенів, і пізніше підписав Грінвільський договір, який поклав край війні. Його перемога під час Північно-західної індіанської війни призвела до етнічної чистки корінних американців у долині Огайо і допомогла прокласти шлях до майбутньої експансії США на захід згідно з доктриною, відомою як Явне призначення.
Спадщина Вейна є суперечливою. Його навички як полководця піддавалися критиці з боку сучасників, а в останні роки його дії проти корінних американців і володіння рабами ще більше заплямували його репутацію.